# Bucculatrix thurberiella
Bucculatrix thurberiella är en fjärilsart som beskrevs av August Busck 1914. Bucculatrix thurberiella ingår i släktet Bucculatrix och familjen kronmalar. Inga underarter finns listade i Catalogue of Life.